# Jesús de Santa Bárbara
Jesús es un distrito del cantón de Santa Bárbara, en la provincia de Heredia, de Costa Rica.

## Geografía
Jesús cuenta con un área de 11,15 km² y una altitud media de 1160 m s. n. m.

## Demografía
Para el año 2022, Jesús cuenta con una población estimada de 10 729 habitantes, y para el último censo efectuado, en 2011, Jesús contaba con una población de 9603 habitantes.

## Localidades
- Poblados: Altagracia, Birrí, Calle Quirós (parte), Catalina, Común (parte), Cuesta Colorada, Guachipelines, Guaracha, Ulises.

## Transporte

### Carreteras
Al distrito lo atraviesan las siguientes rutas nacionales de carretera:
- Ruta nacional 114
- Ruta nacional 126
- Ruta nacional 128